# گریم گاردن
گریم گاردن (انگلیسی: Graeme Garden؛ زادهٔ ۱۸ فوریهٔ ۱۹۴۳) هنرپیشه، کمدین، کارگردان تلویزیونی، و تصویرگر اهل بریتانیا است.